# Diego Golombek
Diego Andrés Golombek (Buenos Aires, 22 de janeiro de 1964) é um biólogo argentino.
Trabalha como professor titular regular na Universidade Nacional de Quilmes e pesquisador principal no CONICET.
Sua linha de pesquisa principal está associada a cronobiologia, tema de que é autor de numerosas publicações e duas patentes.

## Publicações selecionadas
- Golombek, D.; Pevet, P.; Cardinali, D. Behavioral effects of melatonin. Neurosci Biobehav Rev 20: 403-412, 1996
- Ralph. M.R., Hurd. M.W., Takeuchi, J., Melo, L., Mathur, A., Golombek, D.A. Regulation and integration in the mammalian circadian system. Prog Brain Res 111:191-203, 1996.
- Ferreyra, G.; Golombek, D. Rhythmicity of the cGMP-related function in the circadian system. Am J Physiol 280(5):R1348-55, 2001
- Golombek, D.A.; Ferreyra, G.A.; Agostino, P.A.; Murad, A.D.; Rubio, M.G.; Pizzio, G.A.; Katz, M.E.; Marpegan L.; Bekinschtein, T.A. From light to genes: Moving the hands of the circadian clock. Front Biosci, 8: S285-93, 2003
- Agostino PA; Plano SA; Golombek DA. Sildenafil accelerates reentrainment of circadian rhythms. Proc Nat Aca Sci (USA), 104(23): 9834-9839, 2007
- Yannielli PC; Molyneux P; Harrington ME; Golombek DA. Ghrelin effects on the circadian syetm of mice. J Neurosci 27(11): 2890-2895, 2007

### Livros
- Marques, N.; Menna-Barreto, L.; Golombek, D.A. Cronobiologia: Principios y aplicaciones. EUDEBA, 1997.
- Golombek, D.A. (ed.). Cronobiología humana. Editorial Universitaria de Quilmes, 2002.
- Golombek, D.A.; Schwarzbaum, P. El cocinero científico: Apuntes de alquimia culinaria. Editorial Universitaria de Quilmes/Siglo XXI Editores, 2002. (4ta. Edición, 2005)
- Gellon, G.; Feher, E.; Furman, M.; Golombek, D. Ciencia en el aula. Lo que nos dice la ciencia sobre cómo enseñarla. Editorial Paidós, 2005.
- Golombek, D.A. Cavernas y palacios. En busca de la conciencia en el cerebro. Siglo XXI, Buenos Aires, 2008.